# 닐기리팜다람쥐
닐기리팜다람쥐 또는 닐기리줄무늬팜다람쥐(Funambulus sublineatus)는 다람쥐과에 속해 있는 설치류의 일종이다. 인도 서고츠 지역에 제한적으로 분포한다.

## 분류학
예전에 스리랑카에 서식하는 아종과 함께 검은팜다람쥐(Funambulus sublineatus)로 불렸지만, 현재는 두 종으로 분리되었다. 인도에서 서식하는 아종(이전의 F. s. sublineatus)은 이제 별도의 종 "닐기리팜다람쥐"(F. sublineatus)로 불리고, 스리랑카에서 발견되는 아종(이전의 F. s. obscurus)은 현재 검은팜다람쥐(F. obscurus)로 불린다.

## 특징
아주 작은 종으로 알려져 있으며, 몸무게가 약 40g으로 푸남불루스속에 속하는 가장 작은 종으로 추정된다. 서고츠산맥과 닐기리 구릉지대의 습윤 숲에서 서식한다.